# Ketsang Rinpoche
Ketsang Rinpoche, ook wel Keutsang  of Kyitsang, was in de eerste helft van de 20e eeuw een van de abten van een "tratsang" (college) van het klooster Sera uit de gelugtraditie van het Tibetaans boeddhisme. Het klooster bevond zich op ongeveer 5 km ten noorden van de Jokhangtempel in Lhasa.

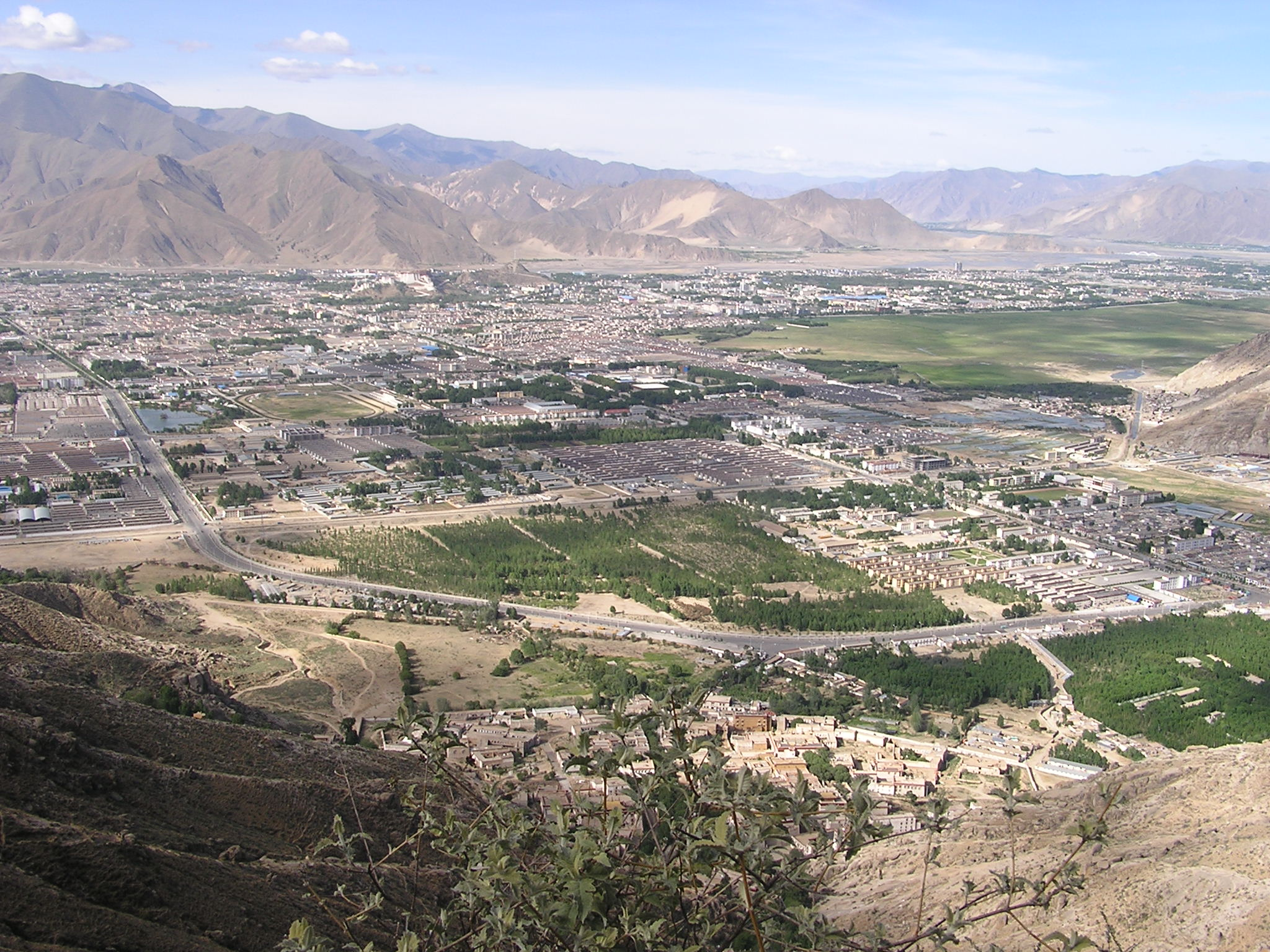
Sera

Ketsang Rinpoche was de leider van een van de drie zoekgroepen die in 1937 op pad werd gestuurd om de incarnatie van de dertiende dalai lama te vinden. Eerst kwam hij in februari 1937 aan in Jyekundo, aan de bovenloop van de Yangtse Kiang. Daar ontmoette hij de negende pänchen lama, Thubten Chökyi Nyima, die in ballingschap leefde in Kwomintang-China. De pänchen lama had naar verschillende geruchten geluisterd en vertelde over drie jonge kinderen. Het derde dat ze bezochten bleek uiteindelijk de incarnatie te zijn die ze zochten, namelijk Tenzin Gyatso, of Lhamo Döndup zoals hij toen nog heette. Hij schreef later dat het een erg ontroerd moment was, toen het jongetje hem vertelde: "Ik ben degene die werkt voor alle voelende wezens." Op dat moment was hij nog vermomd als laaggeplaatst monnik en had hij zijn ware identiteit nog niet verhuld.